# Morze Eromanga

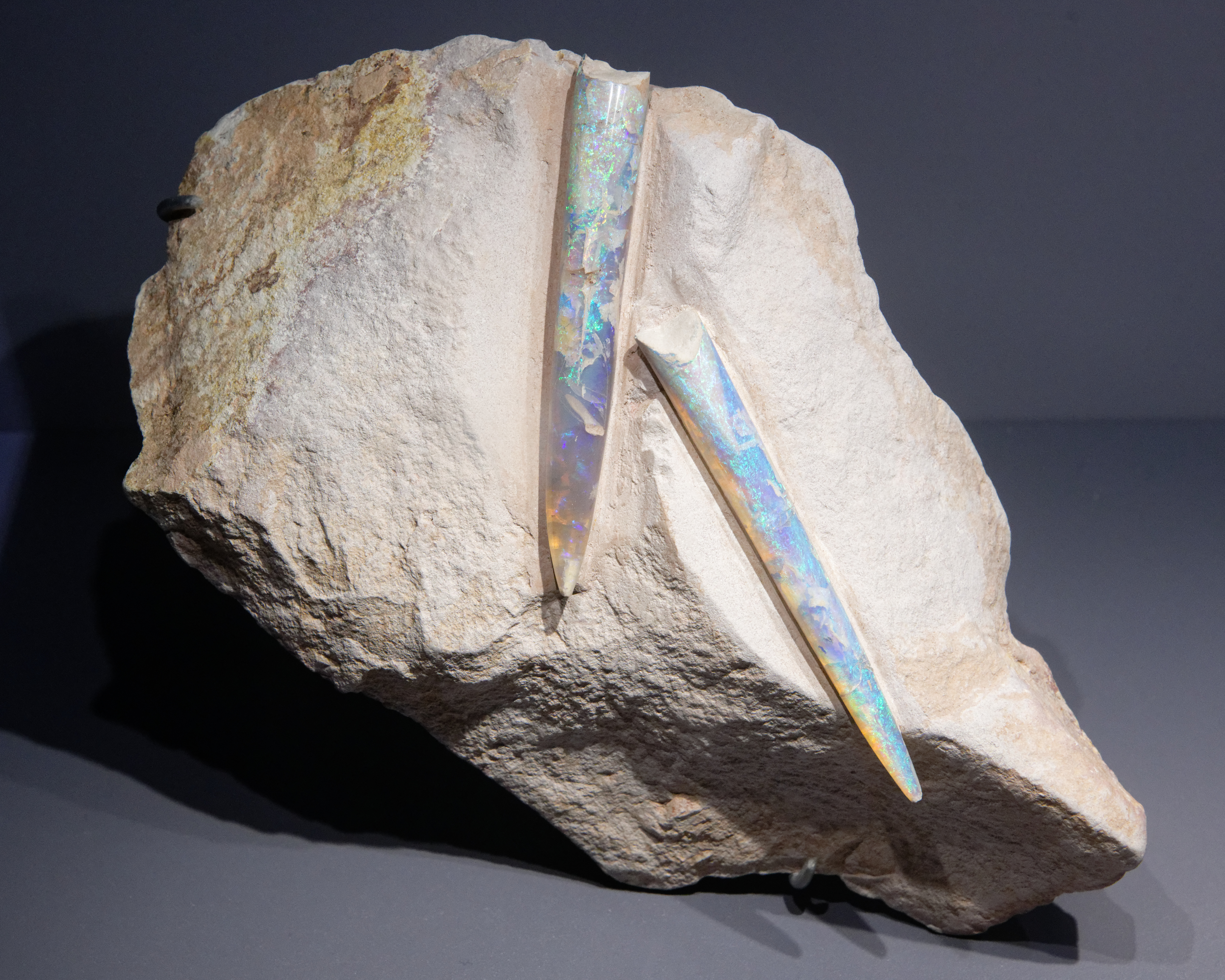
Dwa zopalizowane rostra belemnitów z morskich osadów morza Eromanga. Lokalizacja: Coober Pedy w Południowej Australii.

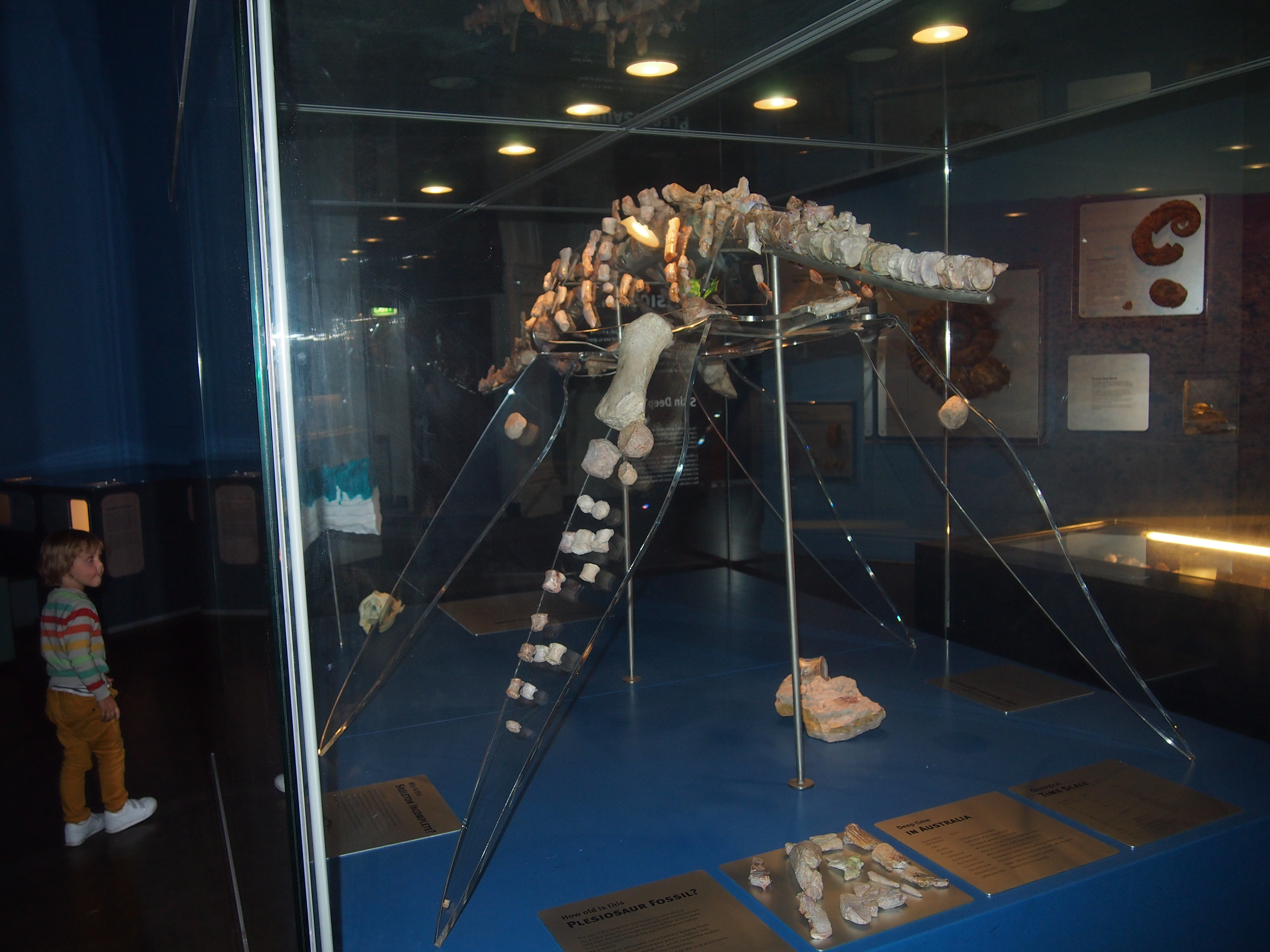
Zopalizowany szkielet plezjozaura z morskich osadów morza Eromanga. Lokalizacja: Andamooka w Południowej Australii.

Morze Eromanga (ang. Eromanga Sea ) – duży zbiornik morski istniejący we wczesnej kredzie na terenie wschodniej, centralnej i północnej Australii (przy maksymalnym zasięgu obejmowało część terytoriów następujących dzisiejszych jednostek administracyjnych: Australia Południowa, Australia Zachodnia, Nowa Południowa Walia, Queensland oraz Terytorium Północne).
Eromanga było chłodnym, płytkim morzem epikontynentalnym, które zaczęło powstawać w barremie, szczyt swojego zasięgu osiągnęło w albie, a zanikło w cenomanie. Istniało przeszło 30 mln lat. W czasie maksimum zasięgu zajmowało około 60% obecnego lądu australijskiego. Było to morze śródlądowe – o niezbyt szerokich cieśninach łączących je z ówczesnym oceanem. Jego głębokość porównuje się do głębokości Zatoki Karpentaria i szacuje na dochodzącą w czasie maksimum transgresji do ok. 100 m. Dużą rolę w zmianach głębokości i ukształtowania dna zbiornika odgrywały regionalne ruchy tektoniczne. W strefie przybrzeżnej osadzały się głównie osady piaszczyste, w bardziej odległej od brzegu części szelfu utwory mułowcowe, a w strefie pelagicznej muły wapienne. W osadach tego morza znaleziono mięczaki: amonity, belemnity, małże i ślimaki, fragmenty gąbek i szkarłupni, a także mikroskamieniałości: bentoniczne i planktoniczne otwornice, okrzemki, radiolarie, małżoraczki .
Niektóre skamieniałości południowej części morza Eromanga uległy wtórnej opalizacji i obecnie zbudowane są z opalu, w tym szlachetnego. M.in. znaleziono zopalizowany szkielet plezjozaura (o masie opalu 36 kg) i pliozaura, a także kręgi ichtiozaura. Ponadto występują tam rostra belemnitów, zbudowane obecnie z opalu. Liczne zopalizowane skamieniałości różnych kręgowców znaleziono też w osadach estuariów i lądowych przybrzeżnych. Reprezentują one ryby, dinozaury, żółwie, pterozaury, a także ssaki .
Morze powstało na obszarze jurajsko-kredowego basenu sedymentacyjnego Eromanga.